# لوني بانش
لوني بانش (بالإنجليزية: Lonnie Bunch)‏ هو مؤرخ أمريكي، ولد في 18 نوفمبر 1952 في نيوآرك في الولايات المتحدة.

## وصلات خارجية
- لوني بانش على موقع IMDb (الإنجليزية)
- لوني بانش على موقع قاعدة بيانات الفيلم (الإنجليزية)